# مكافحة البرمجيات الخبيثة
مكافحة البرمجيات الخبيثة (Anti-malware) هي أدوات البرمجيات والبرامج المصممة من أجل تحديد ومنع البرامج الضارة، أو الخبيثة، من إصابة أنظمة الكمبيوتر أو الأجهزة الإلكترونية.
يمكن أن تشمل أيضا أدوات لمكافحة البرمجيات الخبيثة قدرات إزالة البرمجيات الخبيثة، يمكن أن تتراوح من التعليمات البرمجية المتكاملة مع برامج أخرى أو في نظام التشغيل نفسه إلى أدوات الطرف الثالث الذي يمسح ويزيل مجموعة واسعة من متغيرات البرمجيات الخبيثة.
كما وردت مما يعتقد عن مكافحة البرامج الضارة، برامج مكافحة البرامج الضارة عادة أدوات البرمجيات لأجهزة الكمبيوتر المكتبية وأجهزة الكمبيوتر المحمولة، ولكن أدوات مكافحة البرمجيات الخبيثة تتوسع إلى الخوادم ومحطات العمل والأجهزة المحمولة مثل الهواتف الذكية وأقراص.

## أنواع البرامج الخبيثة التي تستهدفها
برنامج مكافحة البرامج الضارة يحمي من الالتهابات التي تسببها أنواع عديدة من البرامج الضارة، بما في ذلك الفيروسات، والديدان، وأحصنة طروادة، والجذور الخفية، وبرامج التجسس، مفتاح قطع الاشجار، والأدوات الإعلانية.
يمكن تثبيت برنامج مكافحة البرامج الضارة على جهاز الكمبيوتر الفردية، خادم عبارة أو جهاز شبكة اتصال مخصص. كما يمكن شراؤها كخدمة سحابة أو تكون جزءا لا يتجزأ في البرامج الثابتة لجهاز الكمبيوتر

## أدوات مكافحة البرامج الخبيثة
وغالبا ما تتضمن أدوات لمكافحة البرمجيات الخبيثة مع أجنحة أمن الإنترنت لحماية شاملة لأجهزة الكمبيوتر. تشمل هذه الأجنحة الأمن عادة ما يكون جدار الحماية، الرقابة الأبوية ومكافحة البريد المزعج وحماية البريد الإلكتروني والتصيد، وحماية تصفح الإنترنت وأكثر من ذلك.

## استخدامات مكافحة البرمجيات الخبيثة
وغالبا ما تستخدم البرنامج حيث برامج مكافحة الفيروسات ومكافحة البرامج الضارة كما المرادفات. بعض البائعين مكافحة البرامج الضارة، ولكن، مثل التفريق بين المصطلحين من أجل تعزيز قدرات منتجاتها والتقليل من قدرات المنتجات التي تحمل التسمية التقليدية، ومكافحة الفيروسات.